# Sébastien Huberdeau
Pour les articles homonymes, voir Huberdeau (homonymie).
Sébastien Huberdeau est un acteur canadien. Il est né le 30 novembre 1978. Il étudie la science politique à l'université. Il a interprété le personnage de Vincent dans Les invasions barbares, lauréat de l'Oscar du meilleur film en langue étrangère en 2004. Il est récipiendaire d'un prix Gémeaux pour son rôle de Guy Racicot dans la série 30 vies.

## Filmographie

### Cinéma
- 1999 : L'Île de sable : Jim
- 1999 : Souvenirs intimes : Charles
- 2002 : Yellowknife : Max
- 2003 : Les Invasions barbares : Vincent
- 2004 : Le Dernier Tunnel : Régis Turcotte
- 2004 : Nouvelle-France : Xavier Maillard
- 2006 : Histoire de famille : Michel Gagné
- 2006 : La Belle Bête : Michael
- 2009 : Polytechnique : Jean-François
- 2009 : Thelma, Louise et Chantal : Mathieu
- 2009 : De père en flic : Simard
- 2010 : Le Poil de la bête : Jean-Baptiste
- 2010 : Tromper le silence : Frédéric Langevin
- 2011 : Angle mort : Éric
- 2016 : Iqaluit de Benoît Pilon : Victor

### Télévision
- 1995 : Les aventures de la courte échelle : Le Corbeau
- 2000 : Tag : Cédric Marchand
- 2000 : Gypsies
- 2000 : Le Monde de Charlotte : Antonin Brodeur
- 2000 : Willie : Michel
- 2003 :  Harmonium : Steve de Caramel Mou
- 2003 : Les Liaisons dangereuses : L'assistant de Merteuil
- 2004 : Un monde à part : Antonin Brodeur
- 2005 : Virginie : Charles-Olivier Turbide
- 2006 : La Job : Louis Tremblay
- 2006 - 2008 : Nos étés : Martin Belzile
- 2008 : Château en Suède : Olivier
- 2012 - 2015 : 30 vies : Guy Racicot
- 2012 : Tu m'aimes-tu ? : Fred
- 2016 : Mon ex à moi : Philippe
- 2016 - 2017 : Ruptures : Robert Foster
- 2016 : Sur-vie : Maxime Richer
- 2021: District 31: Manuel Dupuis
- 2022: Vidanges : Jay

## Distinctions

### Récompenses
- 2015 : Prix Gémeaux dans la catégorie acteur de soutien: série dramatique quotidienne pour 30 vies

### Nominations
- 2017 : Prix Gémeaux dans la catégorie meilleur rôle de soutien dans une série dramatique pour la série Ruptures
- 2010 : Prix de la Vancouver Film Critic Circle dans la catégorie meilleur acteur pour le film Polytechnique
- 2000 : Prix Jutra dans la catégorie meilleur acteur pour L'Île de sable